# Kriegerdenkmal Reichenhain

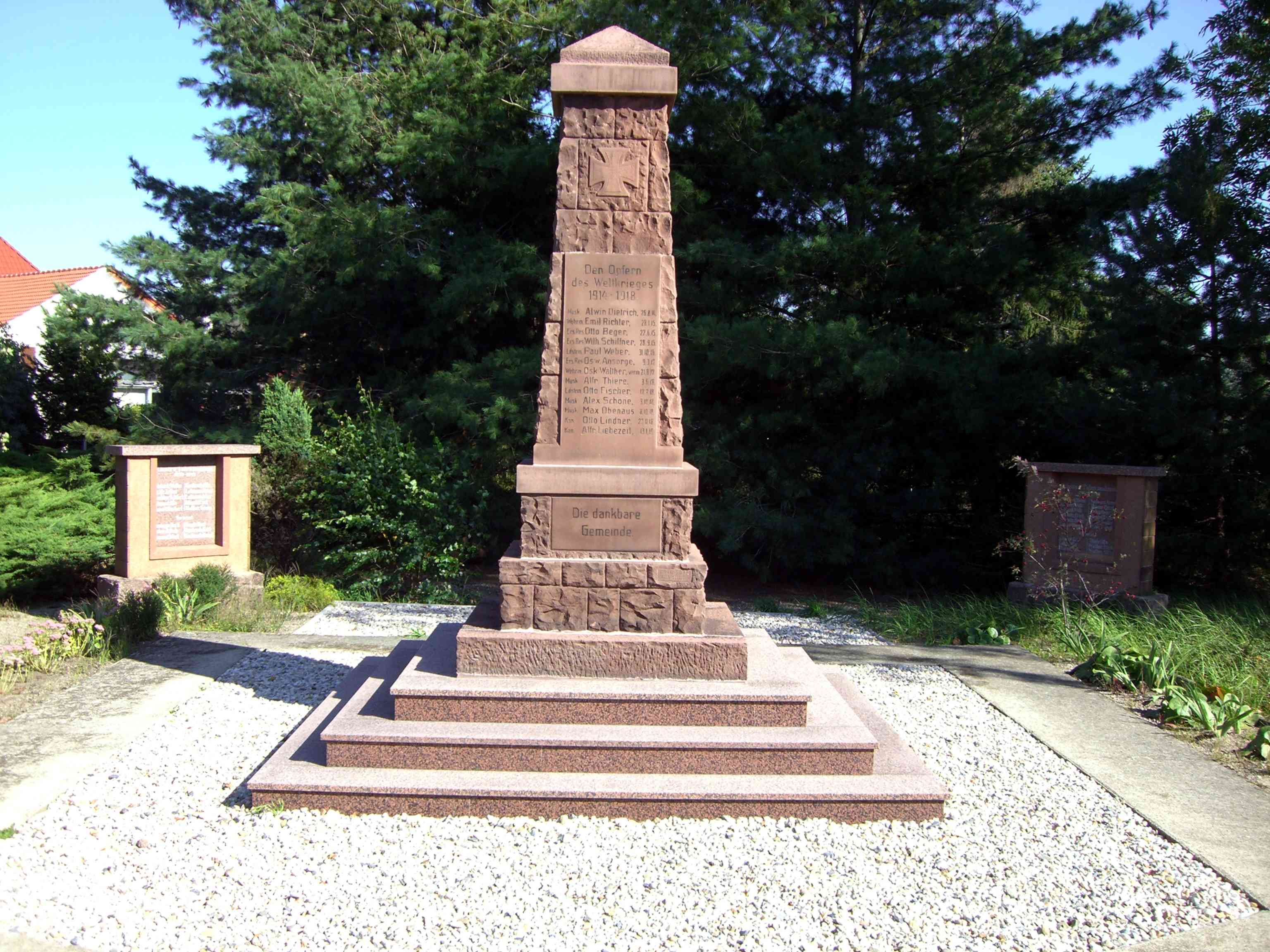
Kriegerdenkmal Reichenhain

Das Kriegerdenkmal Reichenhain befindet sich im südbrandenburgischen Reichenhain, einem Ortsteil der Gemeinde Röderland. In der Mitte des Kriegerdenkmals befindet sich eine Stele aus rotem Mainsandstein für die Opfer des Ersten Weltkrieges mit den Namen der Gefallenen Einwohner des Ortes. Hinter der Stele befinden sich etwas zurückgesetzt, rechts und links zwei in rote Sandsteinblöcke eingefasste Namenstafeln für die Reichenhainer Gefallenen des Zweiten Weltkrieges. Im Juli 2007 wurde in unmittelbarer Nähe des Kriegerdenkmals im Beisein der Bürgermeisterin Heiderose Hubrig ein vom Steinmetzbetrieb Hans-Peter und Frank Richter gespendeter Gedenkstein für jene 5 Einwohner eingeweiht, welche noch nach dem Einmarsch der Roten Armee in Reichenhain den Tod fanden. Im Vorfeld fanden umfangreiche Maßnahmen zur Verschönerung des Gedenkareals statt, bei welchen unter anderem die zentrale Stele abgestrahlt und mit neuen Granitstufen ausgestattet wurde.

## Mahnmal zum Gedenken der im Ersten Weltkrieg gefallenen Einwohner des Dorfes
Auf der mittleren Stele findet sich folgende Inschrift:
| Den Opfern des Weltkrieges 1914–1918 Vergiß mein Volk, die teuren Toten nicht was wir verloren, laßt uns stolz betrauern Die dankbare Gemeinde |

| Dienstgrad | Name      | Vorname | Todesdatum | Bemerkung |
| ---------- | --------- | ------- | ---------- | --------- |
| Ers.Res    | Ansorge   | Oswald  | 09.03.1917 |           |
| Ers.Res    | Beger     | Otto    | 22.06.1915 |           |
| Musk.      | Dietrich  | Alwin   | 26.08.1914 |           |
| Ldstrm.    | Fischer   | Otto    | 17.07.1918 |           |
| Kan.       | Liebezeit | Alfred  | 13.01.1919 | Gestorben |
| Kan.       | Lindner   | Otto    | 27.11.1918 |           |
| Wehrm.     | Richter   | Emil    | 28.01.1915 |           |
| Ers.Res.   | Schiffner | Wilhelm | 28.09.1915 |           |
| Musk.      | Schöne    | Alex    | 03.10.1918 |           |
| Musk.      | Thiere    | Alfr.   | 03.06.1918 |           |
| Wehrm.     | Walther   | Oskar   | 21.08.1917 | Vermisst  |
| Ldstrm.    | Weber     | Paul    | 31.10.1916 |           |

## Gedenksteine für die Gefallenen des Zweiten Weltkrieges
Auf den beiden zurückgesetzten Sandsteinblöcken finden sich folgende Inschriften:
| Unsere Toten mahnen 1939 – 1945 |

| Name      | Vorname | Bemerkung |
| --------- | ------- | --------- |
| Ansorge   | Herbert | Vermisst  |
| Dietrich  | Walter  |           |
| Geberdt   | Rudi    | Vermisst  |
| Grafe     | Arthur  |           |
| Hackbarth | Martin  |           |
| Heyde     | Kurt    | Vermisst  |
| Hommel    | Martin  | Vermisst  |
| Kümmel    | Otto    |           |
| Kunert    | Herbert |           |
| Kuntzsch  | Otto    |           |
| Kuntzsch  | Kurt    | Vermisst  |
| Kuntzsch  | Horst   | Vermisst  |
| Lehmann   | Heinz   |           |
| Lehmann   | Max     |           |
| Liebezeit | Helm.   |           |
| Möschl    | Emil    |           |
| Reichert  | Willi   |           |

| Name     | Vorname | Bemerkung |
| -------- | ------- | --------- |
| Schmidt  | Willi   |           |
| Schöne   | Heinz   |           |
| Schönitz | Erich   |           |
| Schönitz | Helm.   |           |
| Schulze  | Erich   | Vermisst  |
| Schwarz  | Arnold  |           |
| Talke    | Heinz   |           |
| Talke    | Willi   | Vermisst  |
| Thiele   | Ewald   | Vermisst  |
| Thiele   | Otto    | Vermisst  |
| Thieme   | Horst   |           |
| Walther  | Georg   |           |
| Walther  | Erich   | Vermisst  |
| Walther  | Alfred  | Vermisst  |
| Wenzel   | Ehrhard |           |
| Zeller   | Walter  |           |
| Zeller   | Rudolf  |           |

## Gedenkstein für die Opfer vom April 1945
| Zum Gedenken der Opfer von April 1945 Karl Bischoff Kurt Bischoff Oswald Lehmann Alfred Lehmann Ernst Löwe |